# Корейская поэзия
Коре́йская поэ́зия исполнялась или была написана на корейском языке или корейским народом. Традиционная корейская поэзия в исполнении пелась. До 20 века корейская поэзия в большинстве была написана на ханча (китайские иероглифы (ханьцзы)) на классическом китайском.

## Происхождение
Корейские учителя (поэты) писали стихи в классическом китайском стиле как и раньше в 4 веке до нашей эры, на основе китайских четверостиший. Известный сохранившийся экземпляр датируется 17 г. до н. э., «Песня короля Юри о желтых птицах» (Hwangjoga, 황조가/黃鳥歌). Некоторые корейские писатели следовали лирическому стилю поэзии династии Тан, например, форма поэзии ши.
Интересно то, что корейская поэзия начинает расцветать под влиянием конфуцианских учений в период Корё (начиная с 935 г.). Поэтические сборники печатались очень редко.

## Хянга
Хянга — литературный жанр классической корейской поэзии, записанный способом иду. До наших дней сохранилось 25 произведений хянга — из них 14 в древнем сборнике «Самгук Юса» и 11 в «Кёнеджон». Появились в эпоху государства Объединённое Силла.

## Песни Корё
Период Корё был отмечен ростом использования китайских иероглифов. Хянга, как форма корейской литературы, в основном исчез, стали очень популярны — «Песни Корё» (Goryeo gayo). Большинство из песен Корё были переданы устно и большинство сохранилось в период Чосон, когда некоторые из них были записаны, используя хангыль. Стихотворная форма песен Корё больше известна как пхёльгок. Есть две различных формы: таллёнчхе (단련체) и ёнджанчхе (연잔체). Стандартом является краткая форма, тогда как последняя является более длинной формой. Песни Корё характеризуются отсутствием чистой формы, и их возрастающей длиной. Большинство направлены к их природе, и описывают общие вопросы жизни.

## Сиджо
Сиджо или сичжо — жанр корейской лирической поэзии, изначально называемый танга (дословно «короткая песня»). Сиджо родственно японскому стилю хайку. Каждая строка стихотворения сиджо содержит 14-16 иероглифов (или слогов хангыля), всего 44-46 в трёх строчках. В середине каждой строчки делается пауза, поэтому при переводе на другие языки часто используется шесть строчек, а не три. Наиболее известный автор сиджо — Юн Сон До.

## Каса
Каса — жанр корейской средневековой поэзии. Каса представляют собой крупные стихотворные произведения о знаменательных событиях прошлого, достопримечательностях страны, жизни народа Кореи и его соседей. Стихотворная форма процветала во время династии Чосон, а появилась ранее, во время династии Корё.
Самым известным автором поэзии каса был Чон Чхоль (1536-94).

## Современная поэзия
Были попытки представления имажизма и современной поэзии чрезвычайными методами: в переводах Американских модернистов, таких как Эзра Паунд и Т. С. Элиота в начале 20 века. В ранний республиканский период (начиная с 1953 после Корейской войны), патриотические работы были очень успешны.
Лирическая поэзия преобладала с 1970 г. и далее. Поэзия достаточно популярна в Корее в 21 веке, и исходя из числа работ изданных и продолжающихся писать.
Корпус современной Корейской поэзии был составлен. Работы обеспечивают лингвистической информацией на 10300 оригинальных Корейских поэм.